# Pollumètre
Un pollumètre est un dispositif de mesure du niveau de la pollution de l'air. C'est un détecteur de monoxyde de carbone (CO) autonome et portable muni d'une alarme électronique. Il mesure la présence de CO en PPM (parties par million). Si le niveau de CO détecté est trop élevé, l'alarme se déclenche.
Il est possible de mesurer la concentration de presque tous les gaz, mais il n'existe pas de dispositif capable de détecter la pollution en général.